# Sula (Solund)
 For alternative betydninger, se Sula. (Se også artikler, som begynder med Sula)
Sula, også kaldt Indre Solund eller Indre Solundøy, er hovedøen i Solund kommune i Vestland fylke i Norge. Den ligger på nordsiden af Sognesjøen, den yderste del af Sognefjorden, og har et areal på 116 km².
Sydvest på øen, ved Liasundet, ligger byen Hardbakke, hvor Solund kommunes administration har kontorer.
Flere smalle fjorde skærer sig ind i øen og deler den i flere dele. På sydsiden ligger Nessefjorden og på nordsiden Hagefjorden og Dumbefjorden. Mod vest ligger øen Steinsundøy og vest for denne igen Ytre Sula. Mod øst ligger øerne Losna og Skorpa. 
Øen har færgeforbindelse fra landsbyen Krakhella til Rutledal i Gulen på fastlandet og også til Losnegard på naboøen Losna lige øst for Sula. Sydvest for Hardbakke, er dere en bro til naboøen Steinsundøyna mod vest som den er adskilt fra af et 65 meter bredt sund.